# つまり好きって言いたいんだけど、
『つまり好きって言いたいんだけど、』（つまりすきっていいたいんだけど、）は、円城寺マキによる日本の漫画、およびそれを原作とするテレビドラマ。『プチコミック』（小学館）にて、2019年7月号から2021年2月号まで連載された。
嘘つきな俳優と嘘が大っ嫌いなマネージャーの幼馴染二人が織りなすラブコメディ。
テレビ東京系列でテレビドラマ化され、2021年10月7日から12月23日まで放送された。

## あらすじ
小学校で非常勤講師として働いていたが、とあることからクビになってしまいマネージャーとして働くことになった冴島千歳。
幼い頃、同級生の男の子にたくさん嘘をつかれ、からかわれたため嘘が大嫌い。
しかし、担当することになった俳優の藤代瀬那は幼い頃からかっていた嘘つきで...!?

## 登場人物
冴島千歳（さえじま ちとせ）
瀬那の担当マネージャー。子どもの頃はいじめられっ子だったが克服するために身体を鍛え護身術も身につけ、劇団に所属し役者を目指していた。華も演技力もある俳優藤代瀬那の大ファンだが、瀬那が幼なじみの不二宗純だとは気づかないまま再会する。
藤代瀬那（ふじしろ せな）
人気急上昇中の若手俳優。千歳の幼なじみ。大きな寺の息子で本名は不二宗純。優れた容姿、頭の回転も早く、人を惹きつける華やかな存在だが、本質を理解されないジレンマを抱えている。

## 書誌情報
- 円城寺マキ『つまり好きって言いたいんだけど、』⼩学館〈プチコミックフラワーコミックスα〉、全4巻
  1. 2020年1月10日発売[4][5]、ISBN 978-4-09-870778-2
  2. 2020年3月10日発売[6]、ISBN 978-4-09-870792-8
  3. 2020年9月10日発売[7]、ISBN 978-4-09-871123-9
  4. 2021年3月10日発売[8]、ISBN 978-4-09-871270-0

## テレビドラマ
2021年10月7日（6日深夜）から12月23日（22日深夜）まで、テレビ東京系列の深夜ドラマ枠「ドラマParavi」で放送された。主演は大原櫻子。

### キャスト

#### 主要人物
冴島千歳（さえじま ちとせ）〈24〉
演 - 大原櫻子（小学校時代：宮地美然）
藤代瀬那の担当マネージャー。元・小学校の非常勤講師。
藤代瀬那（ふじしろ せな）
演 - 櫻井海音（小学校時代：上野山夢輝）
人気急上昇中の若手俳優。千歳の幼馴染。本名：不二宗純。

#### ビッグストーム
藤代の所属する芸能事務所
東山一樹（ひがしやま かずき）
演 - 西村まさ彦
敏腕社長。小さいけどアットホームで、良心的な事務所を営んでいる。
原真知子（はら まちこ）
演 - 佐藤江梨子
千歳の先輩マネージャー。昔ながらの人情派マネージメントで、千歳に“マネージャーのいろは”を伝授する。
栗尾あゆみ（くりお あゆみ）
演 - 松井愛莉
原真知子が育てた事務所の看板若手女優。
朝比奈玲司（あさひな れいじ）
演 - 宮尾俊太郎
雑用係。かつて国民的大スターだったが、スキャンダル騒動で一気に転落し、今は電話番から掃除まで事務所のために働いている。
加賀見修（かがみ しゅう）
演 - 東啓介（第4話 - ）
他事務所より引き抜かれてきた敏腕マネージャー。ドラマオリジナルのキャラクター。

#### その他
森田実久（もりた みく）
演 - 石川瑠華
千歳の友人。マネージャーへと転職する千歳の背中を押してくれる存在。ドラマオリジナルのキャラクター。
白川雪乃（しらかわ ゆきの）
演 - 森田望智（第7話 - ）
瀬那と共演する憑依型女優。ドラマオリジナルのキャラクター。

#### ゲスト
杉山均
演 - 内野謙太（第2話 - 第3話）
プロデューサー
コウメ太夫
演 - 本人（第2話）
一色涼香（いっしき すずか）
演 - 黒木瞳（第3話）
プロフェッショナルな大物女優。
上島
演 - 鈴木裕樹（第4話）
製作部のスタッフ
佐々木
演 - 川手祥太（第4話）
小道具のスタッフ
山内総一郎、金澤ダイスケ、加藤慎一（フジファブリック）
演 - 本人（第5話）
相場部長
演 - 佐渡山順久（第5話）
加藤部長
演 - 山崎巌（第5話）
CMスタッフ
演 - 諒太郎（第5話）
稲垣
演 - 山崎潤（第7話）
著名な映画監督。
不二宗親
演 - 大鷹明良（第11話）
瀬那の父親。
不二宗理
演 - 市川知宏（第11話）
瀬那の兄。

### スタッフ
- 原作 - 円城寺マキ『つまり好きって言いたいんだけど、』（小学館 プチコミックフラワーコミックスα刊）
- 脚本 - 梅田みか
- 監督 - 棚澤孝義、古林淳太郎、島田伊智郎
- 音楽 - 田渕夏海
- オープニングテーマ - フジファブリック「君を見つけてしまったから」（Sony Music Associated Records）[12][注釈 1]
- エンディングテーマ - 大原櫻子「ポッピンラブ!」（ビクターエンタテインメント）[16]
- チーフプロデューサー - 山鹿達也（テレビ東京）
- プロデューサー - 川村庄子（テレビ東京）、宮武由衣（TBSスパークル）、大高さえ子（TBSスパークル）
- 制作 - テレビ東京、TBSスパークル
- 製作著作 - 「つまり好きって言いたいんだけど、」製作委員会

### 放送日程
| 各話   | 放送日   | ラテ欄                      | 監督                |
| ------ | -------- | --------------------------- | ------------------- |
| 第1話  | 10月07日 | 嘘つきは恋の始まり!?        | 棚澤孝義            |
| 第2話  | 10月14日 | 一緒に住まない?             | 棚澤孝義            |
| 第3話  | 10月21日 | ついに…やっちゃった         | 棚澤孝義            |
| 第4話  | 10月28日 | イケメン俳優との極秘同棲    | 棚澤孝義            |
| 第5話  | 11月04日 | 告白…一晩中そばにいます     | 古林淳太郎          |
| 第6話  | 11月11日 | 危険な壁ドン! 初めてのキス  | 古林淳太郎          |
| 第7話  | 11月18日 | 不意打ちキス! 公私混同ラブ  | 古林淳太郎          |
| 第8話  | 11月25日 | 激怒! イケメン俳優の朝帰り  | 古林淳太郎          |
| 第9話  | 12月02日 | 修羅場 危険な恋の四角関係!? | 棚澤孝義 島田伊智郎 |
| 第10話 | 12月09日 | 二人のイケメン、愛の告白    | 棚澤孝義            |
| 第11話 | 12月16日 | 最終章 ついに結ばれる禁断愛 | 棚澤孝義            |
| 最終話 | 12月23日 | 愛を取り戻す最高の嘘!       | 棚澤孝義            |

### 放送局
| 放送期間                  | 放送時間                     | 放送局         | 対象地域       | 備考           |
| ------------------------- | ---------------------------- | -------------- | -------------- | -------------- |
| 2021年10月７日 - 12月23日 | 木曜 0:30 - 1:00（水曜深夜） | テレビ東京     | 関東広域圏     | 製作局         |
|                           |                              | テレビ大阪     | 大阪府         |                |
|                           |                              | テレビ愛知     | 愛知県         |                |
|                           |                              | テレビせとうち | 岡山県・香川県 |                |
|                           |                              | テレビ北海道   | 北海道         |                |
|                           |                              | TVQ九州放送    | 福岡県         |                |
| 2022年2月4日 - 4月22日    | 金曜 0:00 - 0:30（木曜深夜） | BSテレ東（2K） | 全国           |                |
|                           |                              | BSテレ東4K     | 全国           | 4K制作版で放送 |

| テレビ東京系 ドラマParavi                           | テレビ東京系 ドラマParavi                                     | テレビ東京系 ドラマParavi                             |
| 前番組                                              | 番組名                                                        | 次番組                                                |
| --------------------------------------------------- | ------------------------------------------------------------- | ----------------------------------------------------- |
| 来世ではちゃんとします2 （2021年8月12日 - 9月30日） | つまり好きって言いたいんだけど、 （2021年10月7日 - 12月23日） | 部長と社畜の恋はもどかしい （2022年1月6日 - 3月24日） |